# Fusil antichar Boys
Pour les articles homonymes, voir Boy.

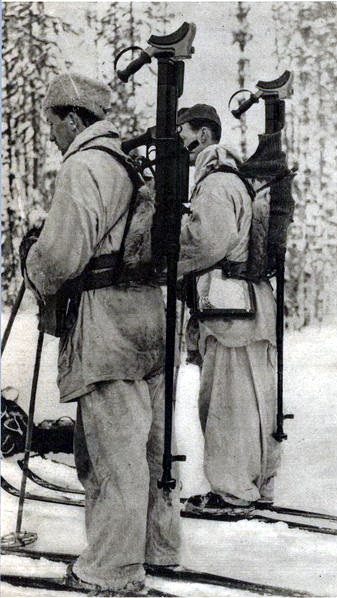
Volontaires suédois équipés de fusils antichars Boys durant la Guerre d'Hiver.

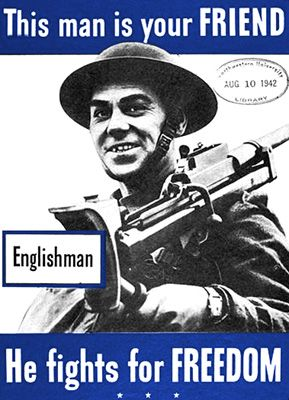
Affiche américaine de la Seconde Guerre mondiale montrant un soldat britannique et son fusil Boys.

Le fusil antichar Boys (en anglais Rifle, Anti-Tank, .55 in, Boys), parfois appelé à tort « Boyes », était un fusil antichar britannique. Trois versions successives de l'arme existèrent, le premier modèle Mark I (Mk I) avec un frein de bouche circulaire et un monopied en T, le Mark I* (Mk I*), frein de bouche carré et bipied en V, et le troisième modèle destiné aux troupes aéroportées avec un canon raccourci et pas de frein de bouche. Il y eut également différents types de munitions, la dernière utilisée ayant de meilleures performances de pénétration.

## Conception et développement
L'armée britannique cherchait à se doter d'une arme antichar pour équiper son infanterie. Après avoir pendant un court moment cherché une réponse du côté du canon de 20 mm Oerlikon, puis de la mitrailleuse Elswick 0,8 pouce, le développement d'un fusil antichar à haute vélocité fut lancé.
Le créateur de cette arme à feu est le capitaine H. C. Boys, membre du Comité Britannique des Armes Légères (British Small Arms Committee) et concepteur à la Royal Small Arms Factory d'Enfield Lock. Le fusil porta tout d'abord le nom de Stanchion (étançon), mais il prit le nom de son créateur en son honneur, le capitaine étant décédé quelques jours avant que le fusil soit déclaré bon pour le service le 24 novembre 1937.
Ce fusil à répétition, approvisionné par un chargeur contenant cinq munitions, était grand et lourd, équipé d'un bipied à l'avant et d'une poignée décalée sous la crosse matelassée. Afin de lutter contre le fort recul de l'arme, lié à sa munition de 0,55 pouce (13,9 mm), le canon était monté sur rail, un absorbeur de choc était fixé sur le bipied et un frein de bouche complétait ces dispositifs. Mais malgré tous ces éléments, le recul de l'arme, ainsi que le bruit de l'explosion, étaient terrifiants, à l'origine de fréquentes déchirures au niveau des muscles du cou et d'ecchymoses aux épaules. Par conséquent, l'arme n'était pratiquement jamais utilisée librement, sauf en cas d'urgence, mais toujours posée sur un support.
Le Boys avait été conçu avec de nombreuses pièces, fixées par de nombreuses petites vis à fines engravures en acier doux, disposées très proches les uns des autres dans le corps de l'arme. L'entretien et la réparation de ces armes s'avéra un enfer pour les équipes de réparation de l'état-major britannique.

### Versions[5]
- Boys rifle, Mark I. Équipé d'un monopied, frein de bouche circulaire.
- Boys rifle, Mark I*. Équipé d'un bipied, frein de bouche carré.
- Boys rifle Airborne. Approuvé le 4 juillet 1942, canon raccourci pour les troupes aéroportées. Doté d'un coussin rembourré de plumes, et de pièces en aluminium afin de l'alléger.

### Munition

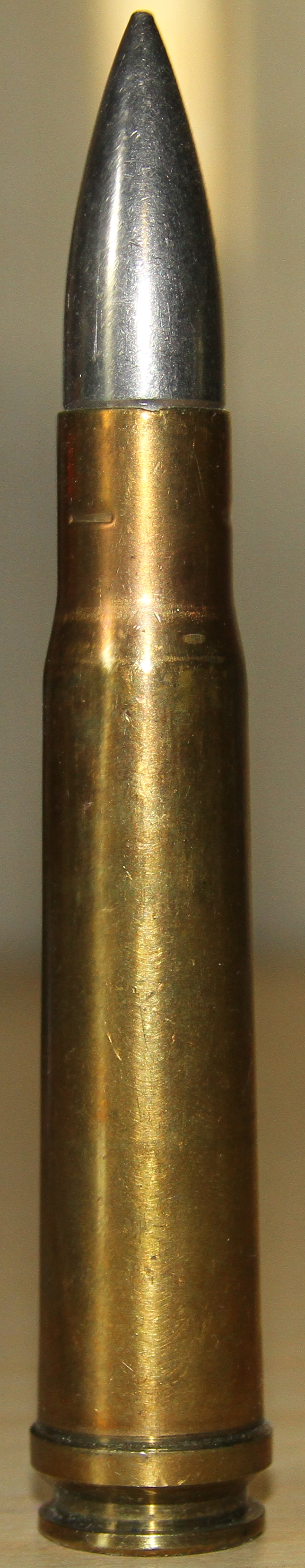
Une balle .55 Boys.

Deux types de cartouches furent principalement utilisées durant la Seconde Guerre mondiale, la W Mark 1 (projectile antiblindage de 60 g à 747 m/s, la munition complète pesant 946 g) et la W Mark 2 (projectile antiblindage de 47,6 g à 884 m/s) .
La munition W Mark 1 pouvait approximativement pénétrer un blindage de 16 mm à 100 yards (91 mètres), soit l'épaisseur du blindage frontal d'un semi-chenillé ou d'une automitrailleuse, ou celui des côtés ou de l'arrière d'un char léger.
Plus tard dans le conflit, une munition plus efficace fut développée, la W Mark 2. La cartouche en question ici était une adaptation de la calibre .50 de Browning, sur l'étui de laquelle était ajoutée un bourrelet au niveau du culot. Le projectile pesait 47,6 grammes et partait à 884 m/s. La W Mk 2 pouvait pénétrer jusqu'à 19 mm de blindage à 100 yards (91 mètres), la plaque étant inclinée de 20°, l'efficacité passant à 21,5 mm pour un tir perpendiculaire. Sa portée efficace contre des objectifs non blindés, comme de l'infanterie, était beaucoup plus grande.
En 1943, un projectile au tungstène partant à 945 m/s d'une masse de 48 grammes pour une munition d'un poids de 741 grammes fut créé mais n'a pas été officiellement adopté, le blindage des chars étant désormais trop important pour ce type d'arme.

## En service
Le fusil Boys fut utilisé durant les premières phases de la Seconde Guerre mondiale contre les blindés allemands, chars légers et semi-chenillés. Les Britanniques firent également parvenir un grand nombre de leurs fusils en Finlande entre 1939 et 1940, durant le conflit qui l'opposa à l'Union soviétique. L'arme était appréciées par les Finlandais, car elle était bien efficace face aux chars T-26 de l'Armée rouge[réf. nécessaire].
Bien qu'utile contre les premiers chars allemands, italiens ou soviétiques, selon le cas, lors de la campagne de Norvège, la bataille de France, la campagne d'Afrique du Nord ou la guerre d'Hiver, l'augmentation progressive du blindage des véhicules de combat durant la Seconde Guerre mondiale rendit le fusil progressivement inefficace. De plus, le manque de maniabilité de l'arme (cf. supra, usage presque toujours en position fixe) rendait son usage peu compatible avec la stratégie adverse du blitzkrieg, où les blindés apparaissaient subitement.
La dernière version de 1942, adaptée pour les troupes aéroportées, fut utilisé durant la campagne de Tunisie, et se montra totalement inefficace du fait de la vitesse réduite du projectile en sortie de son canon raccourci. Sur le théâtre européen, il fut bientôt remplacé dans les unités d'infanterie antichar par le PIAT lors d'une réorganisation de celles-ci du 30 avril 1943.
Il fut également utilisé contre les bunkers, nids de mitrailleuses, ou encore contre des véhicules non blindés, mais il fut rapidement remplacé dans les troupes britanniques et dans celles du Commonwealth par la mitrailleuse Browning M2 calibre .50. Utilisant des munitions antiblindage (armour-piercing (AP)), des munitions antiblindage incendiaires (armour-piercing incendiary (API)), ou encore des munitions antiblindage incendiaires traçantes (armour-piercing incendiary tracer (APIT)), la calibre .50 était capable d'une pénétration comparable, avec des effets pires encore dans le cas de munitions incendiaires utilisées contre les véhicules peu blindés. Dans ce cas, elle pouvait également servir d'arme antiaérienne efficace. Même les SAS britanniques ou encore le fameux Long Range Desert Group, qui utilisaient beaucoup de matériels pris sur l'ennemi ou récupérés sur des avions ou autre pour les monter sur leurs jeeps et véhicules de reconnaissance, se débarrassèrent rapidement de leurs Boys au profit de mitrailleuses calibre .50 ou de canons italiens Breda modèle 35 de 20 mm[réf. nécessaire].  
Toutefois, sur le théâtre du Pacifique, le fusil Boys resta en service plus longtemps, toujours efficace contre les blindés légers japonais comme le Type 95, par exemple en Malaisie britannique jusqu'en 1942, lorsque la 14e compagnie du 1er régiment du Penjab détruisit deux chars légers japonais sur une route. Les Britanniques et autres troupes du Commonwealth manquant d'un lance-roquettes antichar à longue portée dans la région, comme le bazooka ou le panzerschreck, le Boys resta dans l'inventaire sur cette zone d'opération[réf. nécessaire].

### Usage monté
Le fusil Boys fut parfois monté sur des véhicules légers, comme le Bren Carrier ou la voiture blindée Standard Beaverette.

## Liste des utilisateurs
- Reich allemand - Les fusils capturés après le rembarquement de Dunkerque, en France et en Norvège, furent utilisés par les forces allemandes, sous le nom de Panzerbüchse Boyes (sic).
- Australie - Surnommé « Charlie the bastard »[réf. nécessaire], du fait de son recul.
- Canada
- République de Chine - Certains exemplaires furent rechambrés pour accueillir des munitions .50 BMG, pour être utilisés comme fusil de précision.
- États-Unis - Utilisé par les Marines, et surnommé « Elephant Gun », de par son poids et son recul.
- Finlande - Nommé dans l'inventaire « 14 mm pst kiv/37 », utilisé durant la guerre d'Hiver et la guerre de Continuation.
- France libre - Utilisé par la 1re division française libre lors de la bataille de Bir Hakeim.
- Grèce - 22 livrés au départ de la guerre italo-grecque
- Irlande
- Nouvelle-Zélande
- Royaume-Uni

## Sources